# Веньяминовское
'Веньяминовское' — зимний, иммунный к парше (Ген Vf) сорт яблони домашней.
Семена от свободного опыления иммунной формы 814 были выбраны из плодов урожая 1981 года. Посев проведен в 1982 году.
На государственном испытании с 1939 года. Включен в государственный реестр в 1947 году по Центрально-Чернозёмному региону.

## Характеристика сорта
Деревья большие, с округлой кроной средней густоты. Ветви от ствола отходят под углом, близким к прямому. Крона сравнительно редкая, концы ветвей направлены вверх. Кора на штамбе и основных сучьях гладкая, серая. Преобладающий тип плодоношения — простые и сложные кольчатки.
Побеги средней толщины, коленчатые, дугообразно изогнутые, гранёные в сечении, бурые, опушённые. Чечевички многочисленные, мелкие. Почки прижатые, конические, опушённые.
Листья яйцевидные, коротко-заостренные, винтообразно-скрученные, темно-зеленые, морщинистые, блестящие, с грубой нервацией, слабо опушенные. Край листа городчатый, крупноволнистый. Черешок средней длины, опушенный.
Соцветия щитковидные, в соцветии как правило 4—6 цветков; бутоны бело-розовой окраски; цветок блюдцевидной формы, среднего размера; лепестки бело-розовые, округлые; сомкнутость лепестков слабая. Рыльца на одном уровне с пыльниками. Цветоножка средней длины; сросшаяся колонка пестика опушённая.
Плоды среднего размера, среднеуплощенные, конические, широкоребристые, скошенные. Вес около 130 г. Основная окраска в момент съемной зрелости зеленоватая, в состоянии потребительской зрелости зеленовато-жёлтая. Покровная окраска на большей части поверхности плода в виде малинового румянца. Воронка сравнительно глубокая, остроконическая, узкая, со слабой оржавленностью. Чашечка закрытая. Блюдце средней глубины, узкое, бороздчатое. Сердечко луковичное. Камеры закрытые. Подчашечная трубка короткая, узкая, мешковидная. Семена узкие, конические, коричневые. 

Мякоть плодов белая, зеленоватая, плотная, крупнозернистая, сочная. За внешний вид и вкус плоды оцениваются на 4,4 балла. Химический состав плодов: растворимые сухие вещества 13,1%, сумма сахаров — 8,6—9,92 %, титруемых кислот — 0,55—0,71 %, аскорбиновой кислоты — 4,5 мг/100г, Р-активных веществ — 222—263,2 мг/100 г, пектиновые вещества — 16,3% (на сухую массу).
Съемная зрелость плодов в условиях Орловской области наступает 15-20 сентября. Потребительский период плодов продолжается с 15 октября до конца февраля.
Сорт урожайный. Молодые 8—11-летние перепривитые деревья в среднем за 4 года (1994—1997 гг.) дали урожай 150 ц/га, тогда как контрольный сорт Антоновка обыкновенная дал только 95 ц/га.
Сорт отличается зимостойкостью. При искусственном промораживании в камерах (С. В. Резвякова) в январе при −40ºС почки были повреждены очень слабо — 0,6 балла, кора и камбий не имели видимых повреждений, древесина подмерзла только на 0,9 балла.
.